# Vida Urbana
Vida Urbana é um livro de autoria do escritor brasileiro Lima Barreto publicado pela primeira vez no ano de 1956 pela editora Brasiliense, situada na cidade de São Paulo. O livro reúne artigos e crônicas do autor publicadas em revistas e jornais entre os anos de 1911 e 1922.
Após trinta e quatro anos da morte do escritor Lima Barreto, ocorrida na cidade do Rio de Janeiro no ano de 1922, o lançamento do livro Vida Urbana marca o oitavo livro póstuma do autor carioca. O livro integra a série idealizada pela editora paulistana Editora Brasiliense, que lançou uma coleção de Lima com 17 livros da obra de Barreto, todos contando com um estudo crítico realizado por intelectuais e estudiosos. Sob a direção de Francisco de Assis Barbosa e Manuel Cavalcanti Proença, o lançamento da coleção foi realizada em 1956.
Integrando o volume 11 da coleção de Obras Completas, o livro Vidas Urbanas teve um prefácio do filólogo e acadêmico Antônio Houaiss. Em seu estudo crítico, Houaiss, busca desmistificar a ideia de que Barreto 'não sabia escrever' – para ele tratava-se de 'preconceito de detratores disfarçados de críticos'.
Vidas Urbanas reúne artigos e crônicas de Lima publicados em diversos jornais na carreira de Barreto, como na Gazeta da Tarde, Correio da Noite, Careta, O Estado, D. Quixote, Hoje, O Malho, Revista da Época e o Abc: Jornal dos Sabbados e retrata cenas cotidianas da vida nas cidades, as mudanças na cidade do Rio causadas pela reforma urbana de Pereira Passos e parte social da vida carioca.